# Donje Peulje

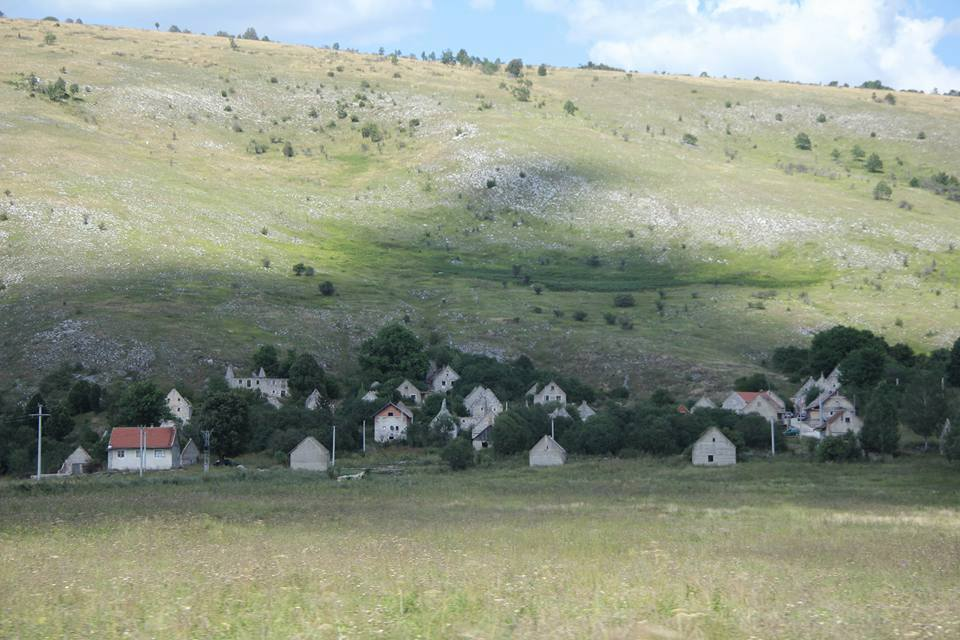
Donje Peulje

Donje Peulje (serbisch-kyrillisch Доње Пеуље) ist ein Dorf im Nordwesten von Bosnien und Herzegowina. Es gehört zur Gemeinde Bosansko Grahovo im Kanton 10 der Föderation Bosnien und Herzegowina. Der Ort liegt auf ungefähr 850 Metern Meereshöhe.

## Demografie
Laut der Volkszählung von 2013 betrug die Einwohnerzahl 33. 2023 wurde die Einwohnerzahl ebenso auf 33 Einwohner geschätzt. 
| Ethnizität | Nummer | Prozentsatz |
| ---------- | ------ | ----------- |
| Serben     | 33     | 100 %       |
| Insgesamt  | 33     | 100 %       |

### Bevölkerungstrend (Wachstum/Abwärtstrend)
| Jahr      | 1961 | 1971 | 1981 | 1991 | 2013 | 2023 |
| --------- | ---- | ---- | ---- | ---- | ---- | ---- |
| Einwohner | 477  | 321  | 467  | 323  | 33   | 33   |